# برايان كيلي (لاعب كرة قدم أمريكية أمريكي)
برايان كيلي (بالإنجليزية: Brian Kelly)‏ هو لاعب كرة قدم أمريكية أمريكي، ولد في 14 يناير 1976 في لاس فيغاس في الولايات المتحدة.

## وصلات خارجية
- برايان كيلي على موقع مرجع كرة القدم المحترفة.كوم (الإنجليزية)